# Sequenza di inserzione

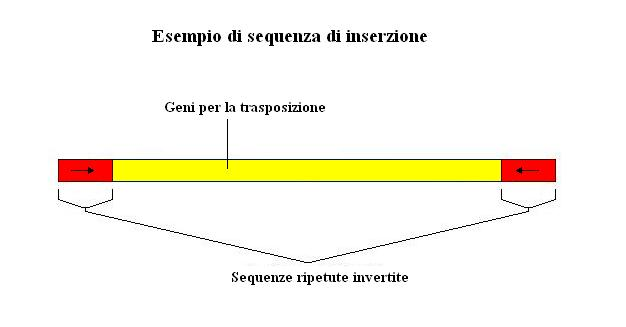
Esempio schematico di una sequenza di inserzione.

In genetica dei procarioti, si definiscono sequenze di inserzione (denominate anche sequenze IS, elementi IS o, semplicemente, IS) delle sequenze di DNA capaci di spostarsi autonomamente da un punto all'altro del genoma, fenomeno noto come trasposizione, o più in generale come ricombinazione sito-specifica per trasposizione. Fanno parte degli elementi trasponibili dei procarioti, insieme ai trasposoni, ai quali, funzionalmente, assomigliano. Si differenziano però da questi ultimi per la complessità strutturale.
Le sequenze IS sono rinvenute principalmente nei procarioti; alcune sequenze di DNA eucariotico, tuttavia, possono essere considerate delle IS. 

## Struttura
Una sequenza di inserzione è un filamento di DNA a doppia elica costituito generalmente da circa 1-2000 coppie di basi. Presenta alle estremità delle sequenze ripetute invertite, di circa 10-40 coppie di basi, denominate IR (Inverted Repeats). La parte centrale compresa tra le IRs contiene di solito un unico gene funzionale, che codifica l'enzima necessario al processo di trasposizione: la trasposasi. Le IRs non sono sequenze codificanti, ma ciascuna fornisce la sequenza specifica riconosciuta e legata dalla trasposasi codificata dal gene appartenente all'IS stesso.
il DNA fiancheggiante ciascuna estremità dell'IS presenta delle sequenze ripetute dirette, prodotte dal meccanismo stesso di trasposizione. Nota che queste sequenze non fanno parte dell'elemento trasponibile, ma del DNA fiancheggiante. Queste duplicazioni possono essere lunghe da circa 3 coppie di basi a circa 9.
Inoltre, nonostante siano elementi genetici autonomi, le sequenze di inserzione possono anche concorrere a creare un trasposone composito; in questo tipo di trasposone, due sequenze di inserzione fiancheggiano uno o più geni non trasponibili (come i geni per la resistenza agli antibiotici, per esempio) creando una struttura complessa in grado di trasporre.

## Trasposizione
Esistono in generale due meccanismi di trasposizione nei procarioti. il meccanismo per excisione e quello replicativo. 
Nel primo caso si tratta di un meccanismo del tipo "taglia e incolla", infatti l'elemento trasponibile viene interamente rimosso dal sito di origine del genoma, anche detto sito donatore, e viene interamente inserito in un nuovo sito del genoma all'interno della stessa cellula, anche detto sito bersaglio o sito target. Per eseguire queste complesse operazioni è necessaria informazione genetica, che dia infatti l'istruzione alla cellula per la produzione di proteine con attività enzimatica in grado di catalizzare e coordinare il processo. Spesso basta un unico enzima, la trasposasi, per catalizzare l'intero processo di trasposizione per excisione e l'informazione genetica per tale enzima è codificata all'interno dell'elemento trasponibile stesso. Siccome le IS codificano solo per la trasposasi il loro meccanismo di trasposizione sarà generalmente solo di questo tipo. 
Il meccanismo replicativo è più complesso e richiede di solito più informazione genetica, quindi istruzioni per più enzimi diversi. Come suggerisce il nome, esso è del tipo "copia e incolla", ossia dall'elemento trasponibile originario sono prodotte due copie identiche per mezzo della replicazione semi-conservativa del DNA: una copia rimane nel sito originario e una è inserita in un nuovo sito bersaglio. Ciò porta all'aumento delle copie dell'elemento presenti nel genoma di una cellula. 
Le sequenze IS, quando traspongono, si inseriscono in luoghi casuali del genoma; il sito in cui avviene l'inserzione di una IS viene chiamato sito bersaglio. Perché sia possibile l'integrazione dell'IS, il sito bersaglio viene rotto (tagliato) dagli enzimi prodotti dalla IS, e successivamente questa si intruduce all'interno del taglio, integrandosi nella sequenza. 
Poiché l'integrazione di una IS è casuale, può avvenire anche all'interno di un gene funzionante; in questo caso, la corretta espressione del gene può venire alterata o interrotta, causando così una mutazione genetica. La trasposizione delle IS può anche causare mutazioni cromosomiche, come delezioni o inversioni. Per questi motivi, le sequenze di inserzione, come anche i trasposoni, sono generalmente considerati dei potenti mutageni.